# Mesonoemacheilus herrei
Mesonoemacheilus herrei är en fiskart som beskrevs av Teodor T. Nalbant och Banarescu 1982. Mesonoemacheilus herrei ingår i släktet Mesonoemacheilus och familjen grönlingsfiskar. IUCN kategoriserar arten globalt som akut hotad. Inga underarter finns listade i Catalogue of Life.